# 不要喂食猴子
《不要喂食猴子》是由西班牙的Fictiorama Studios开发、Alawar Premium发行的一款电子游戏，分别于2018年10月24日、2020年9月24日在Microsoft Windows和PlayStation 4平台上发布。

## 概要
在游戏开始，玩家被邀请加入了一个神秘组织并为之充当密探，负责透过自家台式电脑实时监控多个视频来源。 玩家可以通过监控视频中的人物对话和物品陈设采集信息并加以分析，并利用得出的关键信息完成组织任务。与此同时，玩家也需兼顾诸如个人健康和房租等生活模拟要素。 而尽管被组织明令禁止，玩家依然可以选择与监控对象互动，其结果则是风险与收益并存。

## 开发
在完成了处女作《死亡同步》的开发后，Fictiorama提出了关于新作《不要喂食猴子》的构想。游戏灵感来源于经典电影《后窗》以及一家名为Insecam的网站（该网站允许其用户查看世界各地遭到破解的监控录像），意在探讨关于偷窥（Voyeurism）的概念。据Fictiorama成员路易斯·奥利万（Luis Oliván）所称，制作《不要喂食猴子》的主要目的在于使玩家沉浸其中的同时产生一种主导感。不过游戏也对大规模监控和社交媒体等相关议题作出了社会评论。

## 评价
《不要喂食猴子》曾在2019年度独立游戏节上获得三项提名，其中包括谢默斯·麦克纳利大奖。 《HobbyConsolas》将本作列为2018年最佳西班牙游戏之一， 《Edge España》更提名本作以“年度西班牙游戏”奖项，尽管还是落败于《红弦俱乐部》。Fictiorama也因本作得以进入《Edge España》的“2018年最佳西班牙游戏开发商”候选，然最终不敌开发出《Gris》的Nomada工作室。此外，本作还在2018年度钛奖上获选成为“最具创新独立游戏”，也获得了2020年度威比奖上“最佳独立制作”的提名。

## 续作
Fictiorama于2022年6月14日宣布《不要喂食猴子》的续作已在开发中，正式定名为《不要喂食猴子2099》（Do Not Feed the Monkeys 2099），同时改由Joystick Ventures发行。续作原先计划同年秋季在Steam平台推出，但最终延期至2023年5月25日发售。